# Плотников, Дмитрий Иванович
Дмитрий Иванович Плотников (1921—1947) — старшина Советской Армии, участник Великой Отечественной войн, Герой Советского Союза (1944).

## биография
Родился в 1921 году в селе Голышево (ныне — Первомайский район Алтайского края). После окончания четырёх классов школы работал в лесхозе. В декабре 1941 года Плотников был призван на службу в Рабоче-крестьянскую Красную Армию. В боях пять раз был ранен.
К сентябрю 1943 года гвардии сержант Дмитрий Плотников командовал орудием 270-го гвардейского стрелкового полка 89-й гвардейской стрелковой дивизии 37-й армии Степного фронта. Отличился во время битвы за Днепр. 30 сентября 1943 года расчёт под командованием Дмитрия Плотникова прикрывал переправу советских частей на плацдарм на западном берегу Днепра в районе села Келеберда Кременчугского района Полтавской области Украинской ССР, уничтожив 2 пулемётные точки и 1 артиллерийское орудие. Позднее, переправившись на плацдарм, вместе с соратниками отразил три немецких контратаки, уничтожив 1 пулемёт и около 30 вражеских солдат и офицеров.
Указом Президиума Верховного Совета СССР «О присвоении звания Героя Советского Союза генералам, офицерскому, сержантскому и рядовому составу Красной Армии» от 22 февраля 1944 года за «образцовое выполнение боевых заданий командования при форсировании реки Днепр, развитие боевых успехов на правом берегу реки и проявленные при этом отвагу и геройство» был удостоен высокого звания Героя Советского Союза с вручением ордена Ленина и медали «Золотая Звезда» за номером 2516.
Участвовал в Параде Победы. Принимал участие в боях советско-японской войны. В 1946 году был уволен в запас в звании старшины. Проживал и работал в родном селе. Скоропостижно умер 17 июня 1947 года.
Был также награждён орденом Красной Звезды и рядом медалей.
В честь Плотникова названа улица в Голышево.